# قصر أباداناي شوشان
قصر أباداناي شوشان (بالفارسية: کاخ آپادانای شوش) هو قصر تاريخي يعود إلى عصر أخمينيون، ويقع في شوشان.